# Rio Open 2025 - Qualificazioni singolare
Le qualificazioni del singolare del Rio Open 2025 sono state un torneo di tennis preliminare per accedere alla fase finale della manifestazione. I vincitori dell'ultimo turno sono entrati di diritto nel tabellone principale. In caso di ritiro di uno o più giocatori aventi diritto a questi sono subentrati i lucky loser, ossia i giocatori che hanno perso nell'ultimo turno ma che avevano una classifica più alta rispetto agli altri partecipanti che avevano comunque perso nel turno finale.

## Teste di serie
1. Camilo Ugo Carabelli (ultimo turno, lucky loser)
2. Yannick Hanfmann (primo turno)
3. Jaime Faria (ultimo turno)
4. Hugo Dellien (qualificato)

1. Federico Coria (primo turno)
2. Tseng Chun-hsin (qualificato)
3. Thiago Agustín Tirante (primo turno)
4. Cristian Garín (primo turno)

## Qualificati
1. Tomás Barrios Vera
2. Tseng Chun-hsin

1. Juan Manuel Cerúndolo
2. Hugo Dellien

### Lucky loser
1. Camilo Ugo Carabelli

## Tabellone

### Sezione 1
|  | Primo turno | Primo turno          | Primo turno        | Primo turno | Primo turno |  |  | Ultimo turno | Ultimo turno         | Ultimo turno | Ultimo turno | Ultimo turno |  |
|  |             |                      |                    |             |             |  |  |              |                      |              |              |              |  |
|  | 1           | Camilo Ugo Carabelli | 6                  | 4           | 6           |  |  |              |                      |              |              |              |  |
|  | WC          | Karue Sell           | 4                  | 6           | 4           |  |  | 1            | Camilo Ugo Carabelli | 7            | 2            | 612          |  |
|  |             | Tomás Barrios Vera   | Tomás Barrios Vera | 6           | 6           |  |  |              | Tomás Barrios Vera   | 5            | 6            | 7            |  |
|  | 8           | Cristian Garín       | Cristian Garín     | 4           | 3           |  |  |              |                      |              |              |              |  |

### Sezione 2
|  | Primo turno | Primo turno              | Primo turno       | Primo turno | Primo turno |  |  | Ultimo turno | Ultimo turno      | Ultimo turno | Ultimo turno | Ultimo turno |  |
|  |             |                          |                   |             |             |  |  |              |                   |              |              |              |  |
|  | 2           | Yannick Hanfmann         | Yannick Hanfmann  | 4           | 3           |  |  |              |                   |              |              |              |  |
|  |             | Marco Trungelliti        | Marco Trungelliti | 6           | 6           |  |  |              | Marco Trungelliti | 7            | 0            | 4            |  |
|  | WC          | João Lucas Reis da Silva | 7                 | 3           | 4           |  |  | 6            | Tseng Chun-hsin   | 65           | 6            | 6            |  |
|  | 6           | Tseng Chun-hsin          | 60                | 6           | 6           |  |  |              |                   |              |              |              |  |

### Sezione 3
|  | Primo turno | Primo turno            | Primo turno            | Primo turno | Primo turno |  |  | Ultimo turno | Ultimo turno          | Ultimo turno | Ultimo turno | Ultimo turno |  |
|  |             |                        |                        |             |             |  |  |              |                       |              |              |              |  |
|  | 3           | Jaime Faria            | Jaime Faria            | 7           | 7           |  |  |              |                       |              |              |              |  |
|  | WC          | Mateus Alves           | Mateus Alves           | 5           | 64          |  |  | 3            | Jaime Faria           | 7            | 4            | 4            |  |
|  |             | Juan Manuel Cerúndolo  | Juan Manuel Cerúndolo  | 6           | 6           |  |  |              | Juan Manuel Cerúndolo | 5            | 6            | 6            |  |
|  | 7           | Thiago Agustín Tirante | Thiago Agustín Tirante | 1           | 4           |  |  |              |                       |              |              |              |  |

### Sezione 4
|  | Primo turno | Primo turno             | Primo turno         | Primo turno | Primo turno |  |  | Ultimo turno | Ultimo turno            | Ultimo turno | Ultimo turno | Ultimo turno |  |
|  |             |                         |                     |             |             |  |  |              |                         |              |              |              |  |
|  | 4           | Hugo Dellien            | Hugo Dellien        | 6           | 6           |  |  |              |                         |              |              |              |  |
|  | Alt         | Juan Pablo Ficovich     | Juan Pablo Ficovich | 4           | 0           |  |  | 4            | Hugo Dellien            | 6            | 1            | 6            |  |
|  |             | Román Andrés Burruchaga | 2                   | 6           | 6           |  |  |              | Román Andrés Burruchaga | 3            | 6            | 1            |  |
|  | 5           | Federico Coria          | 6                   | 1           | 4           |  |  |              |                         |              |              |              |  |